# Admir Hodžić
Admir Hodžić (* 5. Dezember 1985) ist ein ehemaliger serbischer Biathlet und Skilangläufer.
Admir Hodžić gab sein internationales Debüt 2003 im Rahmen des Junioren-Europacups. Im Verlauf des Jahres nahm er in Forni Avoltri an der Junioren-Sommerbiathlon-Weltmeisterschaft teil und wurde dort 37. im Sprintwettbewerb, beendete das Verfolgungsrennen aber nicht. Nachdem er zu Beginn der Saison 2003/04 zunächst noch im Junioren-Europacup gestartet war, trat er seit der Mitte der Saison im Biathlon-Europacup der Männer an. Sein erstes Rennen bestritt er in Obertilliach und wurde dort 93. des Sprints. Ein 17. Rang in einem Verfolger in Bansko wurde 2009 zu seinem besten Resultat in dieser Rennserie. 2004 trat er in der Haute-Maurienne bei seinen einzigen Junioren-Weltmeisterschaften im Winter an und belegte die Plätze 75 im Einzel und 74 in der Verfolgung. Erstes Großereignis im Leistungsbereich wurden die Biathlon-Europameisterschaften 2006 in Langdorf, die jedoch schlecht für Hodžić verliefen. Im Einzel wurde der Serbe disqualifiziert, im Sprint beendete er sein Rennen nicht. Auch im Jahr darauf in Bansko wurde er nach dem Einzel disqualifiziert und verpasste als 61. des Sprintrennens das Verfolgungsrennen um einen Rang. 2008 schaffte es Hodžić bei der EM in Nové Město na Moravě erstmals, als 76. im Einzel und als 82. des Sprintrennens zwei gewertete Ergebnisse zu erreichen.
Als Skilangläufer nahm Hodžić von 2003 bis 2008 an internationalen Wettkämpfen der FIS teil. Meist lief er in unterklassigen Rennen wie Veranstaltungen der FIS oder dem Balkan Cup, Höhepunkt war die Winter-Universiade 2007 in Pragelato, wo er 75. des Sprintrennens und 72. im Rennen über 30 Kilometer in der freien Technik wurde.